# 해버퍼드 (펜실베이니아주)

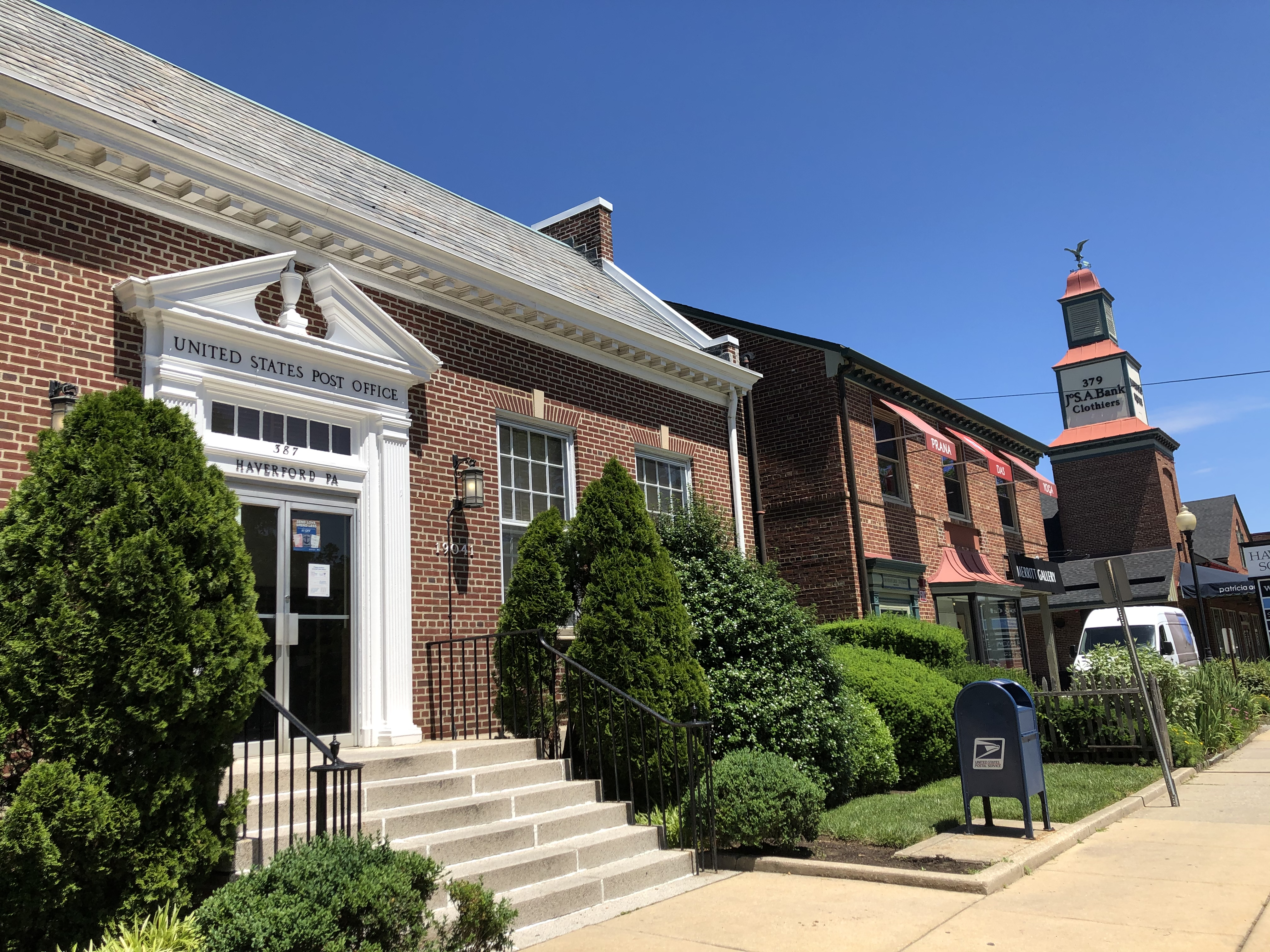
해버퍼드 우체국과 해버퍼드 스퀘어 쇼핑센터

해버퍼드(Haverford)는 미국 펜실베이니아 주의 비법인지구로서, 필라델피아에서 서쪽으로 약 4.8km 떨어진 곳에 있다. 델라웨어 카운티의 해버포드 타운십과 몽고메리 카운티의 로어 메리온 타운십 사이에 있다. 리버럴 아츠 칼리지인 해버퍼드 칼리지가 있다.

## 같이 보기
- 해버퍼드 칼리지